# 林益建
林益建，又名巴蒂亚尔·卡林（又译作巴赫蒂亚尔·卡利姆, 1957年11月5日—），印度尼西亚商人，春金集团执行主席。

## 生平
他毕业于华中初级学院和新加坡国立大学。

## 财富
2016年福布斯印尼富豪排行榜，2021福布斯印尼富豪榜第10名企业家。林益建拥有资产33亿美元，位居第七。2022年3月，以63亿财富位列《2022家大业大酒·胡润全球富豪榜》榜单第3207位。